# L’Aupaire
Robert Laupert (* in Frankfurt am Main) ist ein deutscher Folkpop-Musiker, Singer-Songwriter und Musikproduzent, der unter dem Künstlernamen L’aupaire auftritt.

## Leben
Laupert lebte eine Zeit lang in Budapest, wo er den Großteil seines ersten Albums Flowers schrieb. Ende 2013 begann er unter seinem Künstlernamen L’aupaire aufzutreten. Bisher spielte er auf diversen Festivals, darunter auf dem South by Southwest Festival (Austin, Texas), dem Sziget Festival sowie dem Melt!, Appletree Garden und Dockville Festival. Kurz nach dem South by Southwest Festival lernte er den amerikanischen Produzenten Mocky kennen, der bereits mit bekannten Größen wie Leslie Feist, Peaches und Jamie Lidell zusammengearbeitet hat. 2016 war L’aupaire für den New Music Award nominiert und konnte sich den zweiten Platz sichern. Im selben Jahr bestritt er seine erste Tour im Vereinigten Königreich, die ihn u. a. nach London, Brighton und Bristol führte.
2019 erschien sein zweites Album Reframing, in dem es um Umgestaltung und Perspektivwechsel geht. Laupert schrieb alle Songs selbst und fungierte als Co-Produzent. Wie auch schon auf Flowers, arbeitete er auch auf Reframing mit verschiedenen Musikern zusammen, zum Beispiel mit dem Indie-Sänger und Gitarristen Petter Ericson Stakee von der anglo-schwedischen Band Alberta Cross, der irischen Sängerin Wallis Bird und dem norwegischen Gitarristen Omár Gudjonsson. Das Cover gestaltete L'aupaire diesmal selbst und bemalte zudem 500 Mini-Leinwände, die der limitierten Sonder-Edition der Vinyl beilagen. Des Weiteren umfasst die Vinyl eine kolorierte 10inch mit 5 Coversongs.
Einige seiner Songs sind in Filmen und Serien zu hören. Zum Beispiel steuerte er mehrere Songs, darunter den Titelsong Waterfall, für den Film Whatever Happens mit Fahri Yardım und Sylvia Hoeks bei, und der Track I Would Do It All Again wurde in der amerikanischen Serie iZombie verwendet.
In der Drama-SerieTod von Freunden von Friedemann Fromm wird der Song Whoever You Are in der Szene der Beerdigung und in einer Tanzszene mit der Hauptdarstellerin Katharina Schüttler verwendet und im Film Wolke Unterm Dach mit Frederik Lau und Hannah Herzsprung der Song You in der Szene der Hochzeit.

## Musikalische Einflüsse
Die Songs von L’Aupaire sind stark vom Blues beeinflusst, jedoch lassen sich auch Pop- und Country Einflüsse heraus hören. Seine Stimme wurde schon mit Musik-Größen wie Bob Dylan, Tom Waits oder Caleb Followill von den Kings of Leon verglichen.

## Diskografie

### Alben
| Jahr | Titel     | Höchstplatzierung, Gesamtwochen, AuszeichnungChartsChartplatzierungen (Jahr, Titel, Platzierungen, Wochen, Auszeichnungen, Anmerkungen) | Anmerkungen                           |
| Jahr | Titel     | DE | Anmerkungen                           |
| ---- | --------- | --- | ------------------------------------- |
| 2016 | Flowers   | DE50 (1 Wo.)DE | Erstveröffentlichung: 18. März 2016   |
| 2019 | Reframing | DE71 (1 Wo.)DE | Erstveröffentlichung: 23. August 2019 |

### Singles
- 2014: Rollercoaster Girl
- 2015: I Would Do It All Again
- 2015: Uptown Diva
- 2016: You Will Be Loved
- 2016: The River
- 2016: Flowers
- 2016: You
- 2017: Dancing in the Moonlight (Cover)
- 2017: Waterfall
- 2018: Cool Kids (Cover)
- 2018: Renegades
- 2018: Cinderella
- 2019: Whole Wide World
- 2019: Whoever You Are
- 2019: Goldrush
- 2020: Sail Away
- 2020: Ocean Girl
- 2020: Bubbles (feat. Martin Rott)
- 2020: Flamenco
- 2020: Ocean Girl
- 2021: Lisbon
- 2022: Take Heart